# Japan Open Tennis Championships 1995
Il Japan Open Tennis Championships 1995 è stato un torneo di tennis giocato sul cemento. È stata la 23ª edizione del Japan Open Tennis Championships, che fa parte della categoria Championship Series nell'ambito dell'ATP Tour 1995 e della Tier III nell'ambito del WTA Tour 1995. Sia il torneo maschile che quello femminile si sono giocati all'Ariake Coliseum di Tokyo in Giappone, dal 10 al 16 aprile 1995.

## Campioni

### Singolare maschile
Jim Courier ha battuto in finale  Andre Agassi con il punteggio di 6–4, 6–3

### Singolare femminile
Amy Frazier ha battuto in finale  Kimiko Date con il punteggio di 7–6, 7–5

### Doppio maschile
Mark Knowles /  Jonathan Stark hanno battuto in finale  John Fitzgerald /  Anders Järryd con il punteggio di 7–5, 6–4

### Doppio femminile
Miho Saeki /  Yuka Yoshida hanno battuto in finale  Kyōko Nagatsuka /  Ai Sugiyama con il punteggio di 6–7, 6–4, 7–6